# Tàu con thoi Endeavour
Tàu con thoi Endeavor (số hiệu trạm quỹ đạo: OV-105) là tàu con thoi đã ngừng hoạt động, nằm trong Chương trình tàu con thoi của NASA, cơ quan không gian của Hoa Kỳ. Endeavor là tàu con thoi cuối cùng được chế tạo. Endeavor được đặt tên theo một con tàu thám hiểm cùng tên của Anh do James Cook làm thuyền trưởng. Đây dự kiến là tàu con thoi cuối cùng được phóng lên nhưng tàu Atlantis đã được ủy quyền để phóng lên vũ trụ trong nhiệm vụ STS-135.